# Pavonia ecostata
Pavonia ecostata är en malvaväxtart som beskrevs av P.A. Fryxell och S.D. Koch. Pavonia ecostata ingår i släktet påfågelsmalvor, och familjen malvaväxter. Inga underarter finns listade i Catalogue of Life.